# Chapelle Saint-Hippolyte de Loupian
La chapelle Saint-Hippolyte (ou église castrale Saint-Hippolyte) est une chapelle romane fortifiée située à Loupian dans le département français de l'Hérault en région Occitanie.

## Historique
Loupian est mentionné en 990 sous le nom de Lupianum villa, castrum cum manso Poio (Podio). Il est mentionné en 1035 dans le cartulaire du château de Foix, en 1140 dans celui du chapitre épiscopal d'Agde et en 1194 dans celui de l'évêché de Maguelone.
La chapelle Saint-Hippolyte est construite au XIIe siècle et dépendait de l'abbaye de Psalmody.
Au XIVe siècle l'église est intégrée au système de défense de la ville, est surmontée d'une tour et les fortifications qui couronnent le chevet sont ajoutées. L'église est alors devenue la chapelle du château.

## Protection
La chapelle est classée au titre des monuments historiques depuis le 17 décembre 1923.

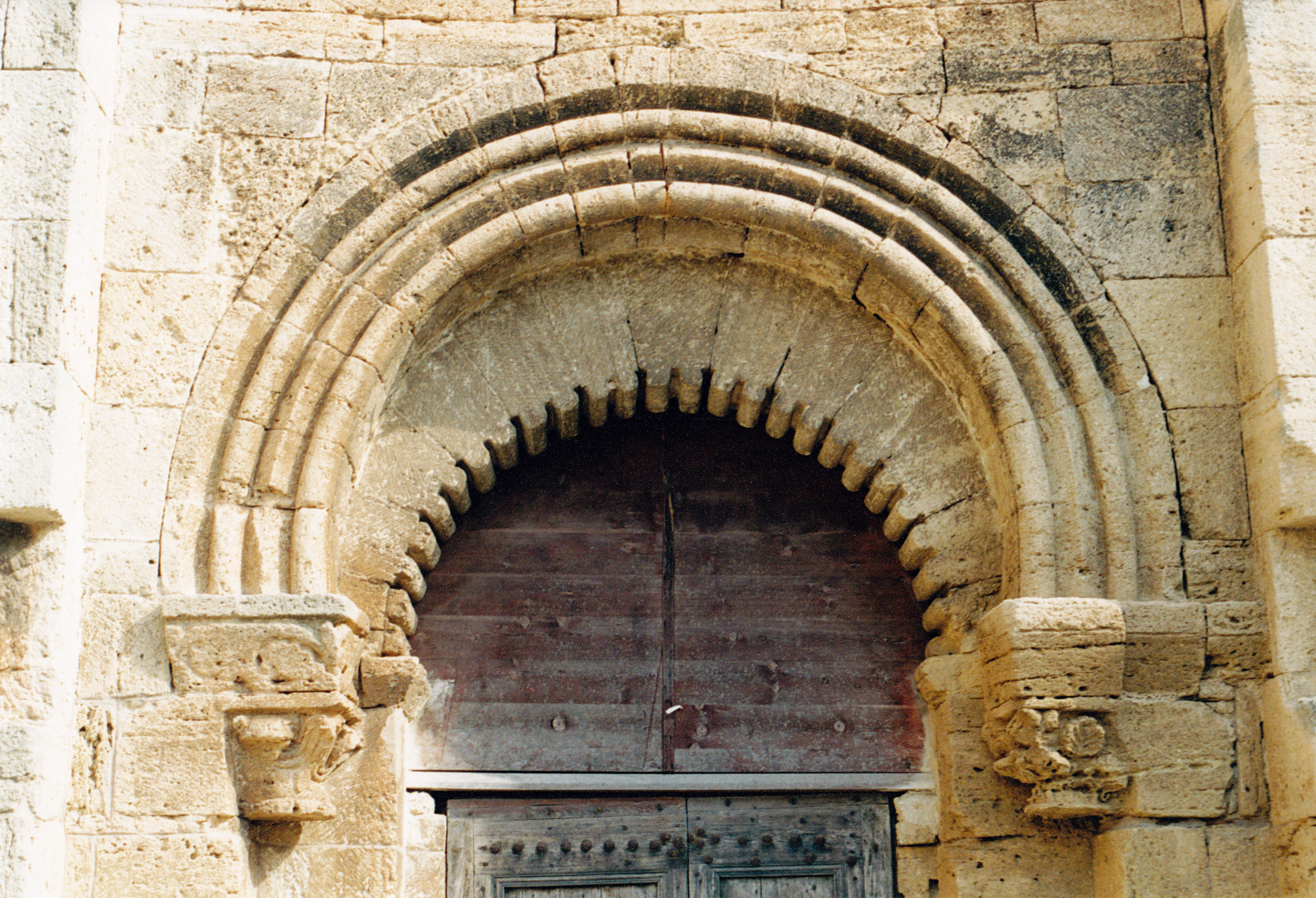
L'arc festonné et l'arc outrepassé du portail.

## Architecture
La chapelle Saint-Hippolyte est édifiée en pierre de taille de belle facture assemblée en opus monspeliensis.

### Le chevet
La chapelle possède un remarquable chevet pentagonal fortifié dont chacune des faces est ornée d'un arc de décharge soutenu par un pilastre et est percée d'une fenêtre.
Le chevet, flanqué d'une échauguette (petite tourelle de guet), est surmonté de créneaux partiellement détruits dont il est séparé par un ressaut.

### La façade occidentale
La  façade occidentale, également flanquée d'une échauguette, possède un remarquable portail logé sous un puissant arc de décharge et surmonté d'un arc outrepassé encadrant un arc festonné. 
L'arc composé de quatre voussures outrepassées repose sur des chapiteaux sculptés qui couronnaient des colonnes aujourd'hui disparues.
L'arc outrepassé est hérité de l'architecture wisigothique par le biais de l'architecture préromane de tradition wisigothique : rappelons que le Languedoc a fait partie intégrante du royaume wisigothique de Toulouse (419-507) et du royaume wisigothique de Tolède (507-711),,.
L'arc festonné quant à lui dérive de l'arc polylobé caractéristique de l'architecture omeyyade du califat de Cordoue qui se répandit dans l'architecture romane française par le biais des routes françaises du Pèlerinage de Saint-Jacques-de-Compostelle, Loupian étant situé au sud de la Via Tolosane.
|  |  |